# Бейсуг (Выселковский район)
Бейсу́г — посёлок (сельского типа) в Выселковском районе Краснодарского края.
Административный центр Бейсугского сельского поселения.

## География

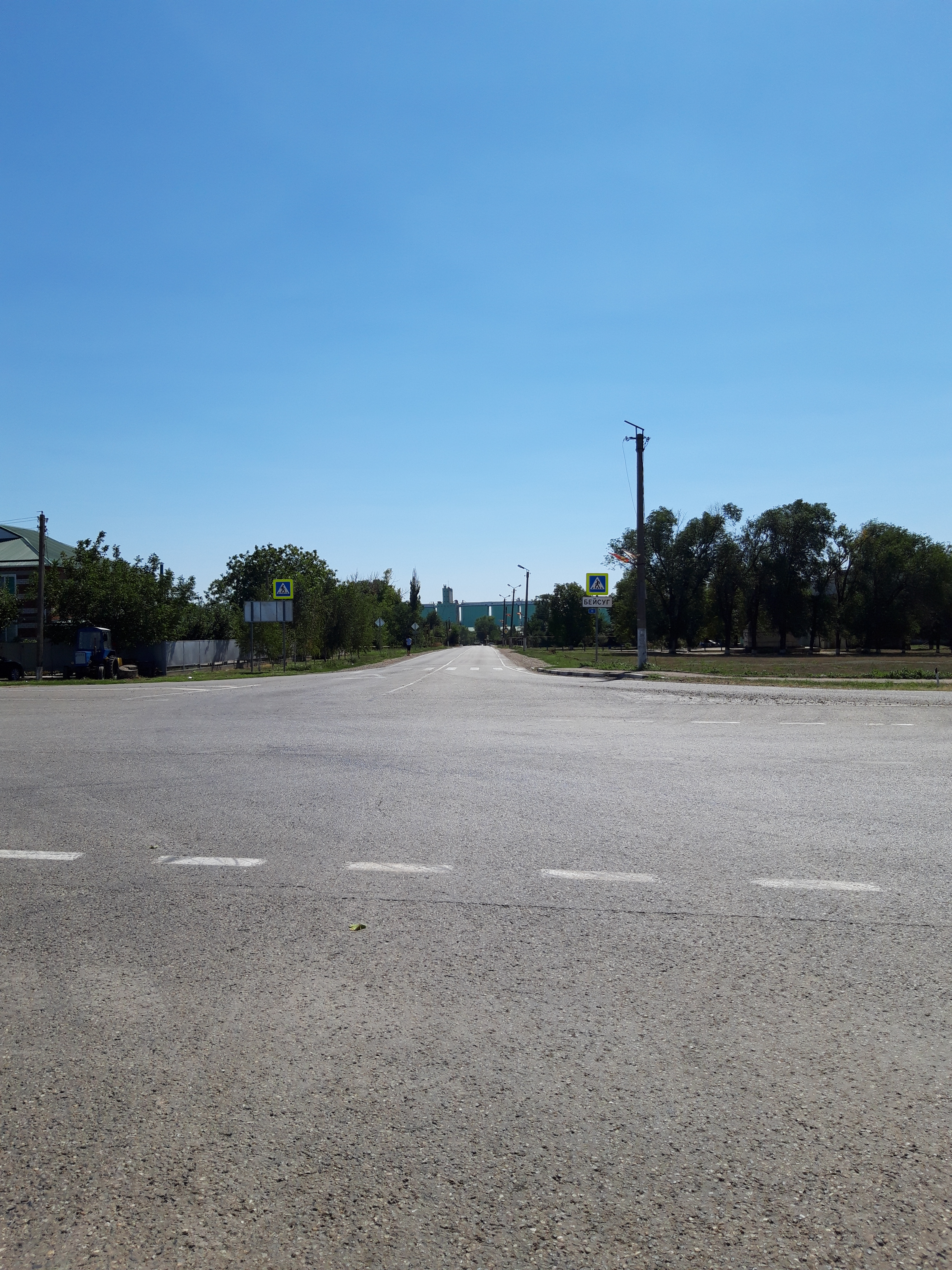
Въезд в пос. Бейсуг

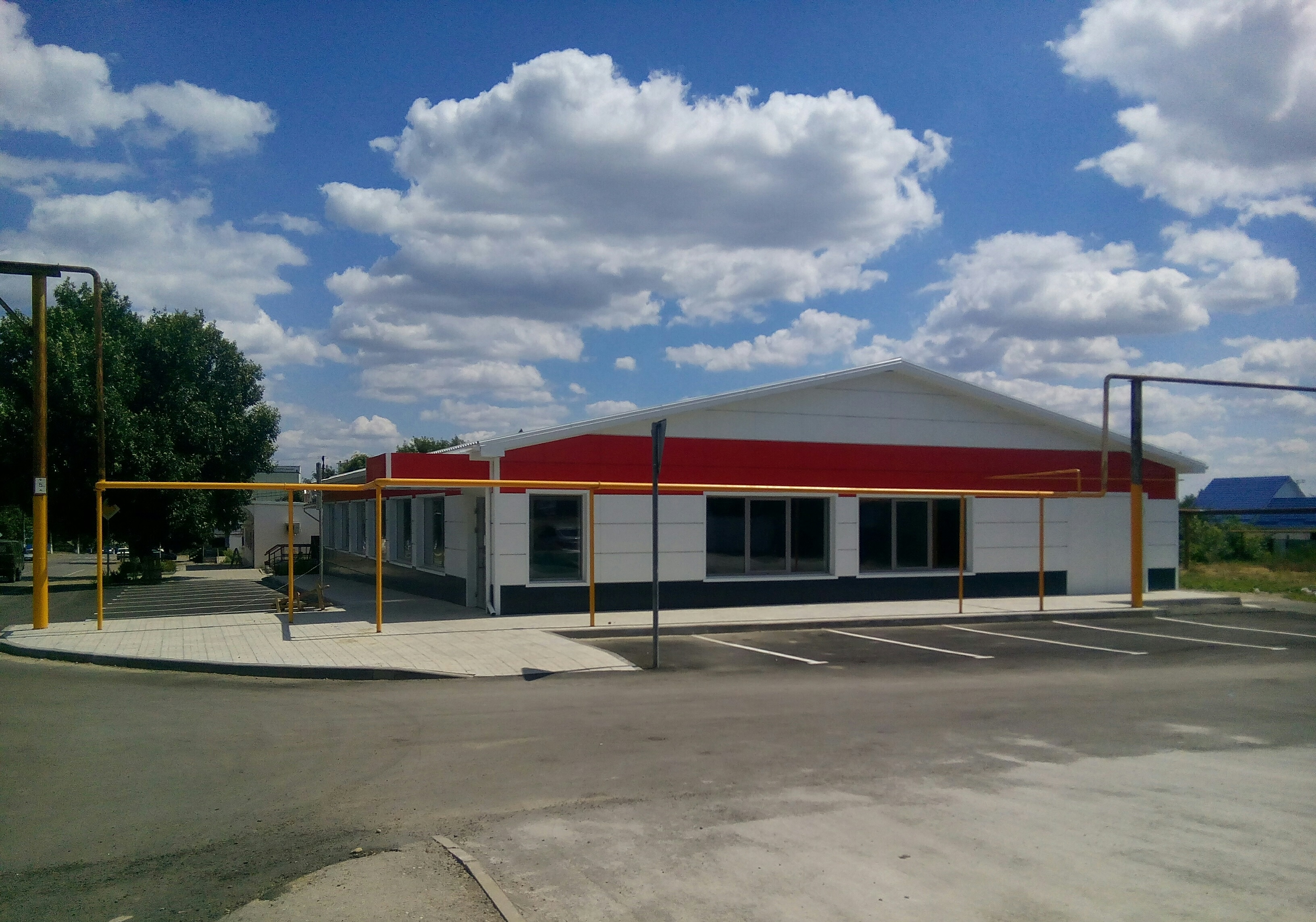
Магазин "Магнит"

Посёлок расположен в 21 км северо-восточнее районного центра — станицы Выселки на речке Бейсужёк (левый приток реки Гаджировка, бассейн Бейсуга), на западе граничит со станицей Новодонецкой, на востоке — Александроневской.
Железнодорожная станция Бурсак на линии «Тихорецкая—Краснодар».

## История
Посёлок Бейсуг официально основан в 1875 году одновременно со строительством железной дороги от станицы Тихорецкая через Екатеринодар к Новороссийску. На месте пересечения реки Бейсужёк и грунтовой дороги с железной был построен барак для железнодорожных рабочих. Первые дома посёлка Бейсуг строились по берегам реки. Железнодорожная станция получила название Бурсак в честь Фёдора Яковлевича Бурсака. Первыми переселенцами стали торговцы, которые закупали сельхозпродукты у крестьян и казаков из соседних станиц и хуторов.

## Население
| 2002 | 2010  |
| ---- | ----- |
| 2593 | ↘2480 |